# Valencia Basket (femení)
El Valencia Basket Club és un club de bàsquet femení de la ciutat de València, que actualment juga a la Lliga Femenina de Bàsquet. Fundat el 2014, és l'equip femení del club homònim.

## Història
L'equip femení del València Basket es va crear l'any 2014 després d'integrar a l'estructura del club els equips juvenils del Ros Casares València, antic club campió de l'Eurolliga Femenina que va dissoldre la seua plantilla sènior el 2012. En la primera temporada, el València Basket va jugar a Primera Divisió, la tercera categoria del bàsquet femení espanyol.
El club va ascendir l'any 2016 a Lliga Femenina 2, i dos anys més tard, es va classificar per als playoffs d'ascens a la primera categoria com a campió del grup B i va aconseguir l'ascens a la Lliga Femenina, la màxima categoria del bàsquet femení espanyol, davant de 6.200. espectadors. En la seua temporada de debut, el València Basket va arribar a les semifinals.
El seu any més reeixit fou el 2021, que guanyaren l'Eurocup, i posteriorment aquell mateix any però en la seguent temporada, la Supercopa d'Espanya i la Supercopa d'Europa. El 2023, va aconseguir el seu primer títol de lliga, en guanyar els playoffs davant el Perfumerías Avenida. L'any següent, va imposar-se al Casademont Saragossa en la final de la Copa de la Reina, aixecant per primer cop aquest trofeu.

## Palmarès
- 1 EuroCup femenina (2020-21)
- 1 Supercopa d'Europa de bàsquet femenina (2021-22)
- 1 Lliga espanyola de bàsquet femenina (2022-23)
- 1 Copa de la Reina (2023-24)
- 2 Supercopes espanyoles de bàsquet femenina (2021-22, 2023-24)